# Султан-Крым-Гирей, Александр Иванович
Александр Иванович Султан-Крым-Гирей (1788 — 1846), имя при рождении — Султан Каты-Гирей Крымгиреев — российский офицер и дворянин, потомок крымских ханов, первый в дворянском роду Султан-Крым-Гиреев, любитель старины и меценат, известен как первооткрыватель Неаполя Скифского и сторонник христианизации мусульман. Умел писать на трёх языках, русском, английском и турецком.

## Биография
В 1788 году у калга-султана Бахта Герая родился единственный сын, названный Султан Каты-Гирей Крымгиреев. Поступил на русскую военную службу. Служил в Нижегородском драгунском полку в Грузии, участвовал в боевых действиях. В апреле 1809 года произведён в юнкера, в августе того же года получил чин прапорщика, в январе 1816 года вышел в отставку по болезни поручиком. При отставке император Александр І пожаловал Александру Ивановичу 15 тысяч рублей из казны для приобретения земель и 6 тысяч пенсиона в год.
В 1807 году познакомился и сблизился с шотландскими миссионерами из колонии Каррас на Кавказской линии близ Минеральных вод (в настоящее время — посёлок Иноземцево в городе-курорте Железноводске Ставропольского края), под влиянием которых принял протестантство, заслужив прозвище Крещёный Султан, и был наречён Александром Ивановичем Султан-Крым-Гиреем.
Выйдя в отставку поселился в Санкт-Петербурге у единоверца доктора Патерсона. В мае 1816 года Александр Иванович уезжает учиться в Эдинбургском университете, откуда вернулся 20 августа 1820 года. Находясь в Великобритании женился на британской подданной Анне Яковлевне, урождённой Нельсон, которую отец лишил наследства, будучи недовольным её выбором. Спустя несколько лет Александр Иванович вместе с женою и детьми переехал в Таврическую губернию, где в частности, изучал богословие и занимался христианизацией мусульман, хлопотал об учреждении первой Духовной семинарии для крымских татар, из личных средств оплачивал труд единомышленников и помогал беднякам.
Известно, что согласно документам на 1832 год Александр Султан-Крым-Гирей владел 2 тысячами десятин земли в округе деревни Демерджи, 20 десятинами виноградников и фруктового сада в Суук-Су (ныне парк артековского лагеря «Лазурный»), 15 десятинами садов в Алуште, домом с хозяйственными постройками в Симферополе (в начале нынешней улицы Шполянской). 5 февраля 1833 года Таврическое губернское дворянское депутатское собрание удовлетворило ходатайство Александра Ивановича и внесло его вместе с семьёй в 4-ю часть родословной книги дворян губернии.
У Александра Ивановича было шестеро детей, три дочери — Александрина (1821), Шарлотта (1822) и Анна (1824), и три сына — Александр (1826), Андрей (1832) и Николай (1836).
В честь Александра Ивановича Султан-Крым-Гирея в Симферополе была названа улица Султанская (ныне Шполянской).
Александр Грибоедов, в 1825 году побывавший в Крыму, написал в своём дневнике о встрече с Александром Ивановичем, записав, что «Султан о религии толковал очень порядочно».